# Merry Anders
Merry Anders (22 de mayo de 1932 – 28 de octubre de 2012) fue una actriz teatral, cinematográfica y televisiva, y también modelo, de nacionalidad estadounidense, cuya carrera artística se desarrolló desde los años 1950 hasta su retirada de la pantalla en 1972.

## Biografía

### Inicios
Su verdadero nombre era Mary Helen Anderson, y nació en Chicago, Illinois. Era la única hija de Charles, un contratista, y Helen Anderson. En 1949 Anders y su madre visitaron Los Ángeles, donde permanecieron dos semanas. Decidieron quedarse en la ciudad de manera permanente, mientras que Charles Anderson se quedaba en Chicago. Mientras cursaba estudios en la John Burroughs Middle School, en Los Ángeles, Anders conoció a la antigua actriz Rita La Roy, que la animó a iniciar una carrera como modelo. Trabajando ya como joven modelo, Anders empezó a estudiar interpretación en la Ben Bard Playhouse. Fue allí donde un cazatalentos de 20th Century Fox la descubrió, contratándola para trabajar en el cine en 1951.

### Carrera
Anders debutó en el cine en 1951 con el musical Golden Girl. En los dos siguientes años hizo pequeños papeles en varias cintas de 20th Century Fox films, pero en 1954 Fox la despidió. A finales de ese año ella fue aceptada para formar parte del reparto de The Stu Erwin Show, permaneciendo en la serie hasta la cancelación de la misma en 1955. Después, Anders formó parte del elenco de la sitcom de la CBS It's Always Jan, protagonizada por Janis Paige, y que se canceló tras una temporada.
Poco después de nacer su hija en 1956, Anders tomó el papel de "Rita Malone" (popularizado por Jayne Mansfield) en la producción teatral en gira por la Costa Oeste, y representada antes con éxito en el circuito de Broadway, Will Success Spoil Rock Hunter?. Al siguiente año tuvo un primer papel, muy publicitado, en el film de Paramount Pictures Hear Me Good, en el cual actuaba Hal March. Ese mismo año interpretó a "Mike McCall" en la serie en redifusión How to Marry a Millionaire, basada en la película homónima del año 1953 en la que Anders había tenido un pequeño papel. En la serie trabajó con Barbara Eden y Lori Nelson. La primera temporada de How to Marry a Millionaire tuvo un buen resultado, por lo que fue renovada para una segunda temporada, aunque más corta. El show fue cancelado en 1959.
Desde principios a mediados de los años 1960, Anders continuó su carrera artística haciendo principalmente papeles cinematográficos de reparto y actuaciones como actriz invitada en series televisivas como Surfside 6, Alfred Hitchcock presenta, Intriga en Hawái, Death Valley Days, 77 Sunset Strip y Perry Mason. En 1960 actuó en el film de horror The Hypnotic Eye, tras lo cual hizo una actuación en el western Young Jesse James. En 1962 fue elegida para trabajar en Beauty and the Beast, primera adaptación al cine con personajes reales del cuento de hadas La Bella y la Bestia.
En 1965 actuó junto a Elvis Presley en la comedia musical Tickle Me. Al siguiente año tuvo el papel recurrente de Alice en la serie adolescente Never Too Young. A finales del mismo año hizo un papel de reparto en la película de serie B Women of the Prehistoric Planet. De nuevo en televisión, desde 1967 a 1968 encarnó a la policía Dorothy Miller en siete episodios de la serie de Jack Webb Dragnet.

### Últimos años
A finales de los años 1960, la carrera interpretativa de Anders había comenzado a decaer. En 1968 apareció sin ser acreditada en el film Aeropuerto (1970), y para complementar sus ingresos de actriz tuvo que aceptar un trabajo de recepcionista en Litton Industries. Su última interpretación fue como actriz invitada en "Waste", episodio rodado en dos partes perteneciente a la serie Gunsmoke, y que se emitió en septiembre y octubre de 1971.
Anders se retiró en 1972, dedicándose finalmente a ser relaciones públicas en Litton Industries, empresa con la que siguió trabajando hasta retirarse en 1994.

### Vida personal
El 25 de marzo de 1955 se casó con el productor John Stephens, al que dejó tres meses y diecisiete días después por violencia física. Dos semanas después ella descubrió que estaba embarazada. Su hija, Tina Beth Paige Anders, nació en marzo de 1956. Anders y Stephens se divorciaron en junio de 1956.
En 1986 Anders se casó con el ingeniero Richard Benedict, permaneciendo ambos juntos hasta la muerte de él, ocurrida en 1999.
Merry Anders falleció en 2012, en Encino, California, a los 78 años de edad, por causas desconocidas. Sus restos fueron incinerados, y las cenizas entregadas a los allegados.

## Filmografía
| Año  | Título                           | Personaje                          | Observaciones                                                           |
| ---- | -------------------------------- | ---------------------------------- | ----------------------------------------------------------------------- |
| 1951 | Golden Girl                      | Chorine                            | Sin créditos                                                            |
| 1952 | Belles on Their Toes             | Estudiante                         | Sin créditos                                                            |
| 1952 | Wait till the Sun Shines, Nellie | Adeline Halper/Adeline Burdge      | Sin créditos                                                            |
| 1952 | Les Misérables                   | Cicely                             | Sin créditos                                                            |
| 1953 | Titanic                          | Estudiante                         | Sin créditos                                                            |
| 1953 | The Farmer Takes a Wife          | Hannah                             |                                                                         |
| 1953 | How to Marry a Millionaire       | Modelo                             | Sin créditos                                                            |
| 1954 | Three Coins in the Fountain      | Chica                              | Sin créditos                                                            |
| 1954 | Princess of the Nile             | Criada                             |                                                                         |
| 1954 | Phffft!                          | Marsha                             | Sin créditos                                                            |
| 1955 | All That Heaven Allows           | Mary Ann                           |                                                                         |
| 1957 | The Night Runner                 | Amy Hansen                         |                                                                         |
| 1957 | Desk Set                         | Cathy                              |                                                                         |
| 1957 | Calypso Heat Wave                | Marti Collins                      |                                                                         |
| 1957 | No Time to Be Young              | Gloria Stuben                      |                                                                         |
| 1957 | Death in Small Doses             | Amy "Miss Diesel de 1958" Phillips |                                                                         |
| 1957 | Escape from San Quentin          | Robbie                             |                                                                         |
| 1957 | Hear Me Good                     | Ruth Collins                       |                                                                         |
| 1957 | The Dalton Girls                 | Holly Dalton                       |                                                                         |
| 1958 | Violent Road                     | Carrie                             |                                                                         |
| 1960 | Five Bold Women                  | Missouri Lady Ellen Downs          |                                                                         |
| 1960 | Young Jesse James                | Belle Starr                        |                                                                         |
| 1960 | The Walking Target               | Susan Mallory                      |                                                                         |
| 1960 | Spring Affair                    | Dorothy                            |                                                                         |
| 1961 | The Police Dog Story             | Terry Dayton                       |                                                                         |
| 1961 | The Gambler Wore a Gun           | Sharon Donovan                     |                                                                         |
| 1961 | When the Clock Strikes           | Ellie                              |                                                                         |
| 1961 | 20,000 Eyes                      | Karen Walker                       |                                                                         |
| 1961 | Secret of Deep Harbor            | Janey Fowler                       |                                                                         |
| 1962 | Patty                            | Mary                               | Otros títulos: The Shame of Patty Smith Doctor Please Help Me Gang Rape |
| 1962 | Beauty and the Beast             | Sybil                              |                                                                         |
| 1962 | Air Patrol                       | Mona Whitney                       |                                                                         |
| 1963 | FBI Code 98                      | Grace McLean                       |                                                                         |
| 1963 | House of the Damned              | Nancy Campbell                     |                                                                         |
| 1963 | Police Nurse                     | Joan Olson                         |                                                                         |
| 1964 | A Tiger Walks                    | Betty Collins                      |                                                                         |
| 1964 | The Quick Gun                    | Helen Reed                         |                                                                         |
| 1964 | The Time Travelers               | Carol White                        |                                                                         |
| 1964 | Raiders From Beneath The Sea     | Dottie Harper                      |                                                                         |
| 1965 | Tickle Me                        | Estelle Penfield                   |                                                                         |
| 1966 | Women of the Prehistoric Planet  | Tte. Karen Lamont                  |                                                                         |
| 1970 | Aeropuerto                       | Mrs. Burt Ball - Pasajera          | Sin créditos                                                            |
| 1971 | Will to Die                      | Laura Dean                         | Otros títulos: Legacy of Blood Blood Legacy                             |

| Año       | Título                             | Personaje                           | Observaciones                            |
| --------- | ---------------------------------- | ----------------------------------- | ---------------------------------------- |
| 1954      | The Public Defender                | Agnes Fay                           | Episodio "The Last Appeal"               |
| 1954      | The Ford Television Theatre        | Varios                              | 2 episodios                              |
| 1954-1955 | The Stu Erwin Show                 | Joyce Erwin                         | 26 episodios                             |
| 1955      | TV Reader's Digest                 | Sally                               | Episodio "Honeymoon in Mexico"           |
| 1955-1956 | It's Always Jan                    | Val Marlowe                         | 5 episodios                              |
| 1955-1961 | The Loretta Young Show             | Varios                              | 2 episodios                              |
| 1956      | The Millionaire                    | Helen Forrester                     | Episodio "The Jay Powers Story"          |
| 1957      | Broken Arrow                       | Amy Breece                          | Episodio "Smoke Signal"                  |
| 1957-1959 | How to Marry a Millionaire         | Mike McCall                         | 52 episodios                             |
| 1957-1959 | Sugarfoot                          | Varios                              | 2 episodios                              |
| 1957-1960 | Cheyenne                           | Varios                              | 2 episodios                              |
| 1958      | Decision                           | Lucy Hamilton                       | Episodio "Man on a Raft"                 |
| 1958-1962 | 77 Sunset Strip                    | Varios                              | 5 episodios                              |
| 1959      | State Trooper                      | Mrs. Wallace                        | Episodio "The Case of the Barefoot Girl" |
| 1959      | Mickey Spillane's Mike Hammer      | Harriet Britton                     | Episodio "Swing Low, Sweet Harriet"      |
| 1959      | Tales of Wells Fargo               | Laurie Hammer                       | Episodio "The Tall Texan"                |
| 1959      | The Ann Sothern Show               | Myrna                               | Episodio "Katy and the Cowby"            |
| 1959      | Richard Diamond, Private Detective | Claudia Reed                        | Episodio "Bookie"                        |
| 1959      | The Real McCoys                    | Miss McLean                         | Episodio "The Lawsuit"                   |
| 1960      | Bonanza                            | Virginia Keith                      | Episodio "Bitter Water"                  |
| 1960-1961 | Bronco                             | Varios                              | 2 episodios                              |
| 1960-1961 | The Case of the Dangerous Robin    |                                     | 2 episodios                              |
| 1960-1961 | Maverick                           | Varios                              | 4 episodios                              |
| 1960-1962 | Hawaiian Eye                       | Varios                              | 4 episodios                              |
| 1961      | Surfside 6                         | Chris Karns                         | Episodio "Yesterday's Hero"              |
| 1961      | Bringing Up Buddy                  | Diane Mitchell                      | Episodio "Buddy and the Amazon"          |
| 1961      | Michael Shayne                     | Ginger Dennis                       | Episodio "Dead Air"                      |
| 1961      | Alfred Hitchcock presenta          | Lena                                | Episodio "Maria"                         |
| 1961      | The Bob Cummings Show              |                                     | Episodio "The Ox-Tail Incident"          |
| 1961      | Ichabod and Me                     | Leona                               | Episodio "Bob's Redhead"                 |
| 1961-1964 | Perry Mason                        | Varios                              | 3 episodios                              |
| 1963      | The Jack Benny Program             | Secuestradora, Florence Nightengale | Episodio "Jack Is Kidnapped"             |
| 1962      | Straightaway                       | Barbara                             | Episodio "Tiger By the Tail"             |
| 1963-1964 | The Joey Bishop Show               | Varios                              | 2 episodios                              |
| 1964      | Arrest and Trial                   | Varios                              | 2 episodios                              |
| 1964      | El virginiano                      | Donna Durrell                       | Episodio "A Man Called Kane"             |
| 1964      | The Addams Family                  | Miss Carver                         | Episodio "Fester's Punctured Romance"    |
| 1966      | Superagente 86                     | Joanna Sloan                        | Episodio "All in the Mind"               |
| 1966      | Never Too Young                    | Alice                               | 11 episodios                             |
| 1967-1968 | Dragnet                            | Policía Dorothy Miller              | 7 episodios                              |
| 1967-1968 | Lassie                             | Carol Dawson                        | 4 episodios                              |
| 1971      | Gunsmoke                           | Shirley                             | 2 episodios                              |

- Portal:Biografías. Contenido relacionado con Biografías.